# Rhyacophila stigmatica
Rhyacophila stigmatica là một loài Trichoptera trong họ Rhyacophilidae. Chúng phân bố ở miền Cổ bắc.